# SITAC
Swedish Institute for Technical Approval in Construction (SITAC) är ett svenskt certifieringsorgan inom bygg-, installations- och anläggningsområdet. SITAC är sedan 1993 är dotterbolag till Sveriges Tekniska Forskningsinstitut (tidigare SP), och har av regeringen utsetts till svensk talesman i den europeiska organisationen för teknisk certifiering, EOTA. Företaget arbetar bland annat med att certifiera besiktningsman i samband med försäljning och köp av fastigheter.